# 세사르강흰이마카푸친
세사르강흰이마카푸친(Cebus cesarae)은 콜롬비아 북부 세사르강 계곡에 서식하는 날씬한카푸친원숭이 종이다.  이전에는 흰이마카푸친원숭이의 아종으로 간주했다. 2012년 장 부블리(Jean Boubli)의 유전자 분석 결과, 세사르강흰이마카푸친원숭이는 실제로 훔볼트흰이마카푸친보다 콜롬비아흰얼굴카푸친과 더 가까운 것으로 밝혀졌다. 일부 연구자들은 세사르강흰이마카푸친을 알록흰이마카푸친의 아종으로 간주한다.
세사르강흰이마카푸친원숭이는 건조한 반낙엽수림과 대상림, 맹그로브 숲에 서식한다. 털은 밝은 색을 띤다. 수컷은 머리부터 몸통까지의 몸길이가 30.8~40.7cm이고 꼬리 길이는 41.9~49.5cm이다. 암컷은 머리와 몸길이가 35.3~38.5cm이고 꼬리 길이는 46.1~50cm이다.